# 王一正 (清朝)
王一正，生卒年不詳，清初軍事將領。
王一正曾任昂邦章京，順治九年（1652年）出任陝西提督。康熙四年（1665年），因為失追郝搖旗一事而降六級調用。